# Fərid Məmmədov
Fərid Məmmədov, född 30 augusti 1991 i Baku, är en azerbajdzjansk sångare.
Məmmədov representerade Azerbajdzjan i Eurovision Song Contest 2013 och slutade tvåa med låten "Hold Me".
Məmmədov är sångare i gruppen Bülbüllär.